# Theretra indistincta
Theretra indistincta là một loài bướm đêm thuộc họ Sphingidae.

## phân phát
Nó được tìm thấy ở Queensland, Papua New Guinea, Indonesia và quần đảo Bismarck.

## miêu tả

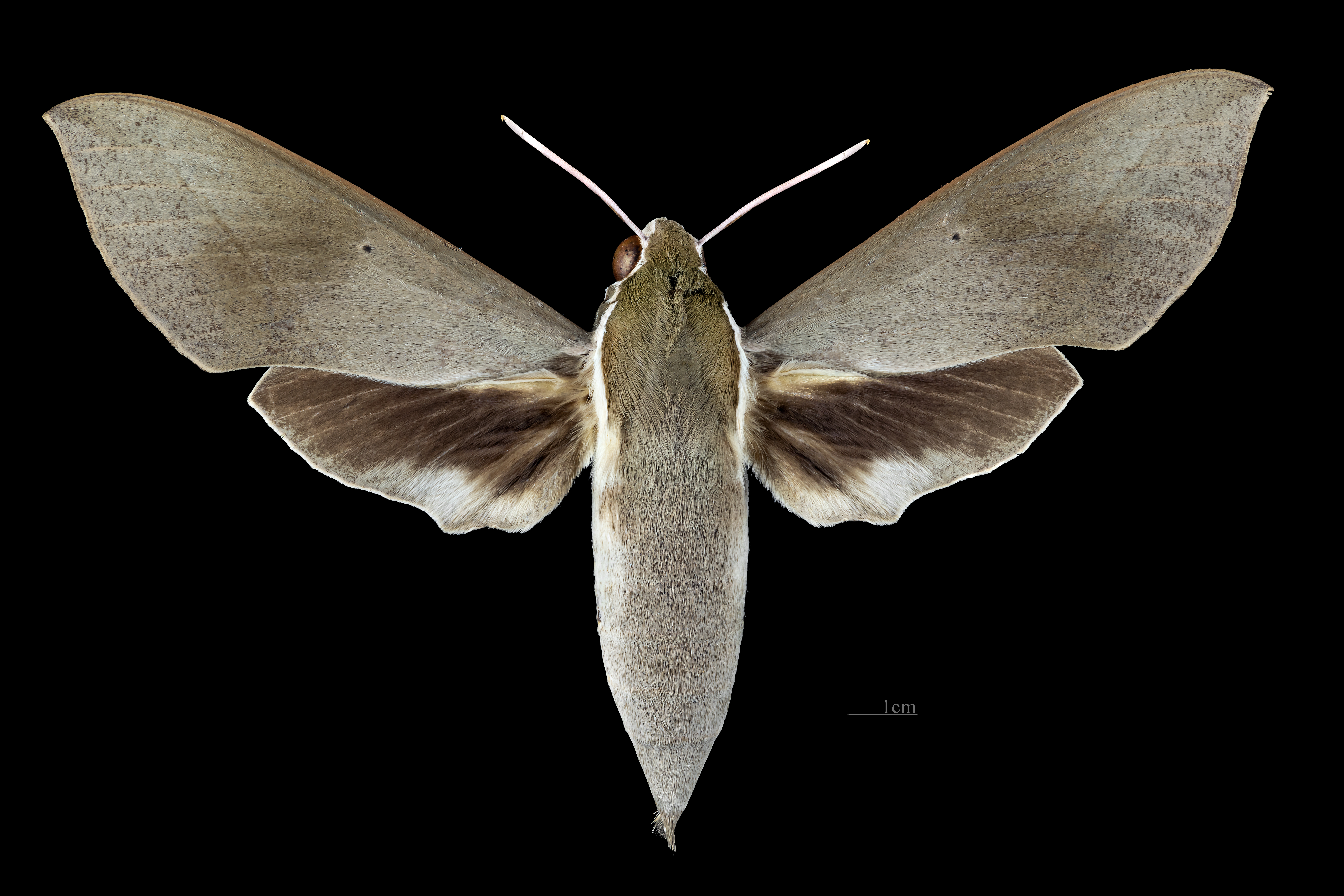
Theretra indistincta ♀
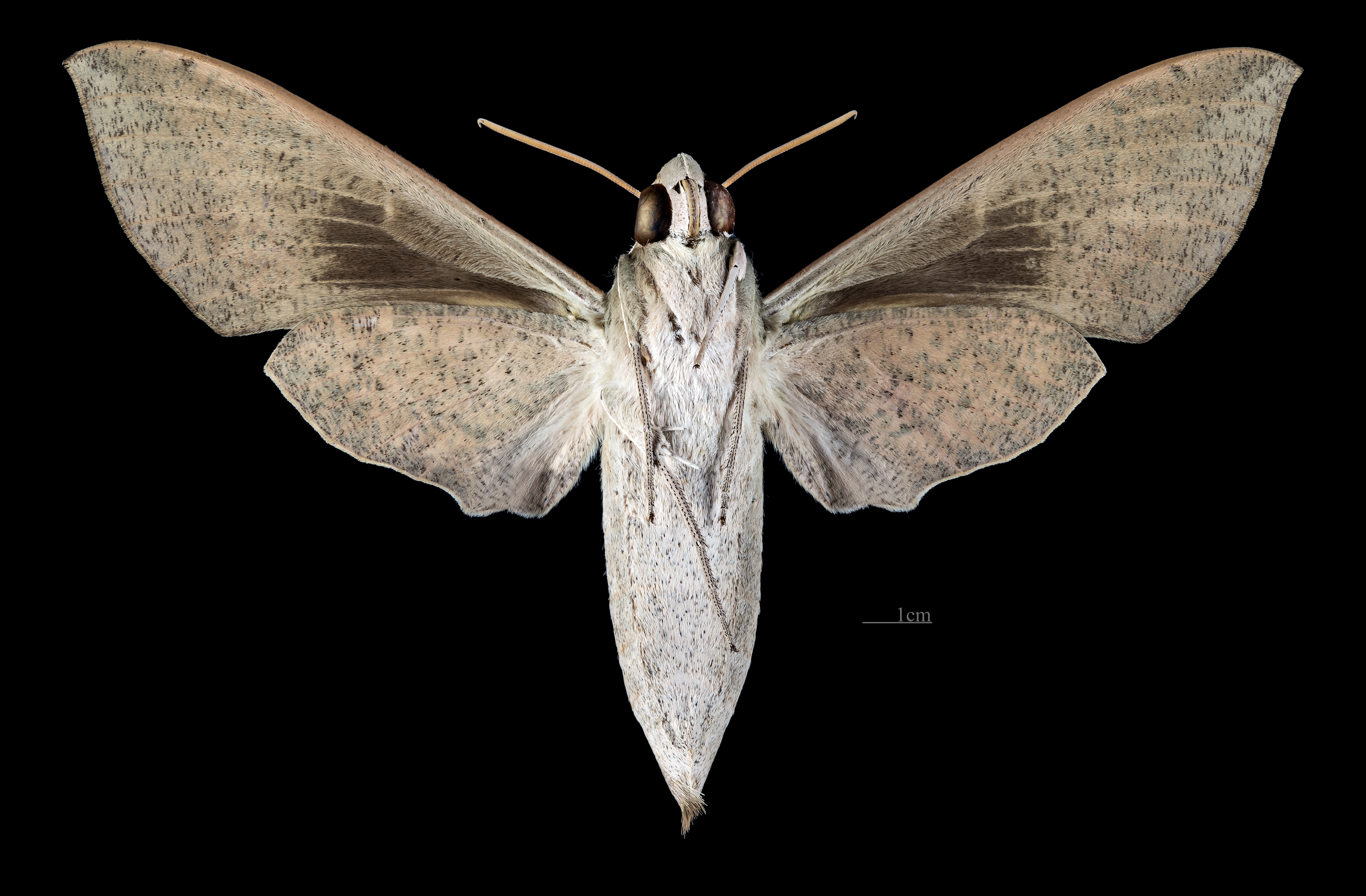
Theretra indistincta  ♀ △

## sinh học
Ấu trùng ăn Vitis vinifera. Chúng có màu xanh lá cây hoặc nâu. Quá trình hoá nhộng diễn ra trong một con nhộmg màu đốm.

## Phụ loài
- Theretra indistincta indistincta (Queensland, Papua New Guinea, Indonesia)
- Theretra indistincta bismarcki Jordan, 1926 (quần đảo Bismarck)
- Theretra indistincta manuselensis Joicey & Talbot, 1921 (Ceram)
- Theretra indistincta papuensis Joicey & Talbot, 1921 (Papua New Guinea)